# Matteo Rosso
Matteo Rosso (Genova, 25 giugno 1967) è un politico italiano, deputato di Fratelli d'Italia per la XIX legislatura.

## Biografia
Nato a Genova, dove vive con la moglie e i tre figli, si è laureato in medicina e chirurgia con 110 e lode all'Università di Genova, specializzandosi poi in odontostomatologia ha lavorato dal 1993 al 2003 nel Reparto di Odontoiatria dell'Istituto Scientifico San Raffaele a Milano occupandosi di patologia orale benigna e maligna del cavo orale.
Dal 2004 è dirigente medico di primo livello all'ASL 3 di Genova.

### Attività politica
Nella seconda metà degli anni '80 aderisce alla Democrazia Cristiana, militando nel suo movimento giovanile, di cui diventa vicesegretario della sezione di Genova.
Alle elezioni amministrative del 2002 si candida al consiglio comunale di Genova, tra le liste di Forza Italia a sostegno del candidato sindaco del centro-destra Rinaldo Magnani, venendo eletto consigliere comunale.
Nel 2005 è eletto consigliere regionale in Liguria, dove ha ricoperto la carica di vicepresidente della Commissione Sanità. Dopo aver aderito al Popolo della Libertà, nel 2010 viene riconfermato sia consigliere che vicepresidente di commissione. Nel 2015 viene riconfermato per la terza volta consigliere con Fratelli d'Italia, ricoprendo la carica di presidente della Commissione Sanità. In quello stesso anno diventa inoltre coordinatore regionale del partito in Liguria.
Alle elezioni politiche anticipate del 2022 viene candidato alla Camera dei deputati, tra le liste di Fratelli d'Italia come capolista nel collegio plurinominale Liguria - 01, venendo eletto deputato. Nella XIX legislatura è componente della 12ª Commissione Affari sociali e della Commissione parlamentare d'inchiesta sulle condizioni di sicurezza e stato di degrado delle città e delle periferie.